# Maliana
Maliana – miasto w Timorze Wschodnim, stolica administracyjna dystryktu Bobonaro, położone 149 km na południowy zachód od stolicy kraju Dili. Miasto zamieszkuje 22 tys. osób.